# StudentFest
StudentFest este un festival internațional studențesc de artă și cultură, organizat la Timișoara de către Organizația Studenților din Universitatea de Vest din Timișoara (OSUT), organizație non-guvernamentală și non-profit formată din studenți ai Universității de Vest din Timișoara. 
Festivalul cuprinde mai multe secțiuni artistice: Arte urbane, Dans, Design Vestimentar, Arte vizuale, Foto-Video, Literatură, Muzică și Teatru și are ca scop crearea unui mediu propice dezvoltării personale și profesionale a tinerilor artiști și a unei platforme de educație non-formală.

## Istoric
Istoria StudentFestului a început în anul 1992, iar de la an la an numărul studenților și al tinerilor interesați de festival a crescut, lucru care a permis continuitatea edițiilor festivalului până în prezent.
Ediția din anul 1992 s-a desfășurat între 27 martie și 10 aprilie, având tematica Punctul 8. Tema a fost aleasă pentru a atrage atenția opiniei publice asupra studenților, un segment social larg și important al societății care nu poate fi ignorat. La prima ediție a festivalului s-au desfășurat următoarele secțiuni: Umor - Director artistic: Gabriel Tomescu, Teatru - Director Artistic: Carmen Crețu și Muzică Rock - Director Artistic: Gabriel Șuster. Trupa de umor Vacanța Mare a debutat la secțiunea Umor al acestei ediții.
În anul 1993, StudentFestul a avut loc între 15 martie și 10 aprilie, iar tematică a fost aleasă Strada. Astfel, StudentFestul s-a desfășurat în locurile publice și principalele străzi ale Timișoarei, care au devenit scene unde studenții își expuneau lucrările, pentru a percepe direct pulsul opiniei publice. La secțiunea Teatru din acest an au participat actorii Damian Oancea și Claudiu Bleonț, regizorul Dan Puric, trupa de teatru Podul, iar Teatrul Odeon din București a prezentat un spectacol în premieră.
În cadrul secțiunii Muzică, Vali Sterian susține un concert, iar secțiunea Film i-a avut printre invitați pe regizorul Sorin Ilieșiu și scriitorul Ioan Groșan.
La secțiunea Umor au participat trupele Vacanța mare din Craiova, Academia Cațavencu din București, 8 fără cârmaci din Iași, BUM din Cluj, Strict secret din București, Forex din Ploiești, Meca din Galați și Tact din Timișoara. La secțiunea arte plastice au participat Florin Olingheru, Cosmin Paulescu și Ion Anghel, iar la Caricatură Mihai Stănescu, Mihai Pânzaru-Pim, Radu Clețiu și Ștefan Popa-Popas.
StudentFestul din 1994 s-a desfășurat între 10 și 17 aprilie și a avut tematica Nu, protestând împotriva kitschului. În cadrul secțiunii film are loc lansarea filmului E pericoloso sporgersi, al regizorului Nae Caranfil, prezent la festival.
Festivalul din acest an a mai avut alte cinci secțiuni: Arte vizuale, Teatru, Coregrafie, Muzică și Arhitectură.
Între 24 martie și 1 aprilie 1995 a avut loc cea de-a patra ediție a festivalului, având ca tematică EstEtica, adică estetica și etica estului. 
La secțiunea Arte plastice participă Marcel Duțu, Mihail Filip și Felix Aftene. La secțiunea Muzică au participat Bega Blues Band, Edi Neumann (fondator Blazzaj) și Alexandru Andrieș. Secțiunea Arte plastice i-a avut invitați pe grupul Subreal (București/Amsterdam) și Ștefan Rusu. În cadrul secțiunii teatru au participat trupa Masca din București, Mihai Serghei Todor, trupa Studio 24 din București, Dan Puric, Cătălin Naum, Alice Barb și Tudor Chirilă, care la acea dată era student și a jucat in piesa Mutter Courage. La secțiunea Film au participat Nae Caranfil și Dan Rațiu (producător de film). La secțiunea Coregrafie a fost invitată trupa Marginalii, cu Cosmin Manolescu. Festivalul a mai avut, în acest an, secțiunea Arhitectură.
Cea de-a cincea ediție a StudentFestului desfășurată între 21 - 27 aprilie 1996, a avut tematica Două Puncte Cardinale și a reflectat nevoia de integrare în structurile internaționale a tuturor activităților sociale, economice și culturale de la noi. Invitat special al acestei ediții a fost Stere Gulea. Această ediție a festivalului a avut patru secțiuni: Arte plastice, Teatru, Fotografie și Literatură.
Ediția din 1997 s-a desfășurat între 5 și 11 mai, tematica aleasă a fost Tineri și neliniștiți, parafrazând celebrul serial de televiziune, iar director onorific al acestei ediții a fost Ioan Holender, director la acea dată a Operei din Viena. Această ediție, cu caracter internațional, a festivalului a avut loc sub înaltul patronaj al Comisiei Naționale Române pentru UNESCO. 
Secțiunea Literatură l-a avut invitat pe Horia Roman Patapievici, iar secțiunea Fotografie pe Nicu Ilfoveanu. Alte secțiuni ale festivalului din acest an au fost: Muzică, Arte plastice, unde au fost invitate Zamfira Bârzu și Carmen Indergand-Bira, Teatru, cu participarea Teatrului Odeon și Film.
În anul 1998 festivalul s-a desfășurat în perioada 25 aprilie - 2 mai sub tematica Normal, iar secțiunile acestui an au fost: Arte plastice, Teatru, unde au participat, din nou, actorul Claudiu Bleonț și regizorul Dan Puric și actrița Carmen Ionescu, Muzică și Film. Ediția din acest an a avut loc sub înaltul patronaj al Președinției României.
999 – O introducere în Lumea Nouă a fost tematica festivalului din anul 1999. La secțiunea Arte plastice au fost invitați Ovidiu Taloș, Luminița Gliga, Nada Stojici. La secțiunea Muzică a concertat Șuie Paparude, iar la secțiunea Film au fost prezenți regizorul Marius Th. Barna, actorul Mircea Diaconu, operatorul de imagine Florin Mihăilescu și a avut loc vizionarea filmului Mâna lui Paulista de Cristian Mungiu. Secțiunea literatură l-a avut invitat pe scriitorul local Șerban Foarță. Alte secțiuni desfășurate au fost Teatru și Arhitectura.
Ediția Stai?! din 2000 a avut loc între 18 și 23 aprilie și au avut loc opt secțiuni: Muzică, Arte plastice, Film, Fotografie, Teatru, Literatură, Arhitectură și Dezbateri academice. La ediția din acest an au concertat trupele Direcția 5, Omul cu șobolani, Implant pentru refuz, Șuie Paparude.
StudentFestul din 2001 cu tematica SupraFață a avut loc în perioada 24 - 29 aprilie, fiind o ediție aniversară, StudentFestul împlinind zece ani. La ediția din acest an au concertat E.m.i.l, Luna Amară, Șuie Paparude, AB4, Stone Fixion, Implant pentru refuz, Coma, Zob. La secțiunea Arte plastice au expus Benedek Erika și Agnes Evelin, iar secțiunea Literatură s-a bucurat de prezența Emil Brumaru, Pavel Șușară, Șerban Foarță, George Vulturescu, Eugen Bunaru, Dumitru Chioaru, Mircea Bârsilă, Marius Ghica și Alexandru Cistelecan.
La secțiunea Arhitectură s-a prezentat expoziția Arhitectura ca resursă – lucrări selectate pentru a reprezenta România la Concursul Internațional de Arhitectură, Berlin 2001. La secțiunea Fotografie au expus Francisc Mraz, Grațian Gâldău, Camil Tulcan, iar secțiunea Teatru i-a avut printre invitați pe actorul Vitalie Bichir și trupa de teatru Imago.
În 2002, având tematica Inside, festivalul a avut loc între 16 și 21 aprilie și s-a desfășurat în interiorul Teatrului Național din Timișoara, a Casei de Cultură a Studenților, în clubul Grizzly etc. La secțiunea Muzică au participat formațiile Nu, Macunouchi Bento, Șuie Paparude, în cadrul secțiunii Arte plastice au expus Olivia Mihălțianu și Nada Stojici. Printre participanții la secțiunea Literatură au fost Șerban Foarță, Eugen Bunaru, Alexandru Musina, iar la noua secțiune Design vestimentar au fost invitați Vlad Craioveanu și Cosmina Păsărin. Secțiunea Teatru i-a avut invitați pe actorul George Ivașcu și regizorul Emil Reus.
În acest an festivalul a mai susținut secțiunile Film, Fotografie și Arhitectură.
StudentFest 2003 a avut tematica Zeitgeist și s-a desfășurat în perioada 15-20 aprilie. La secțiunea Teatru a participat Mircea Diaconu, iar piesa Ispitirea lui Iuda s-a jucat în incinta Penitenciarului din Timișoara, rolul Satanei fiind interpretat de studentul deținut Miodrag Stoianovici. Alte secțiuni ale festivalului au fost Arte plastice, Arhitectură, Film, Foto-video, Muzică și Literatură.
Ediția StudentFest din anul 2004 s-a desfășurat între 19 și 26 aprilie, iar tema aleasă a fost Dependența (de cultură), iar motto-ul celei de-a treisprezecea ediții a fost Ești liber să faci ce îți zicem noi. Ada Milea și Vița de Vie au susținut concerte în cadrul secțiunii Muzică.
StudentFestul din 2005 a avut tema Identitate și s-a desfășurat între 14 și 22 aprilie cu opt secțiuni Arhitectură, Teatru, Foto și Film, Dans contemporan, Literatură și Muzică. La secțiunea Literatură au fost participat Mircea Dinescu, Daniel Vighi și Emil Brumaru, iar la secțiunea Muzică au participat Grigore Leșe și Ada Milea.
În anul 2006 StudentFestul primește trofeul pentru cel mai important eveniment cultural din România, la Gala Societății Civile.
Ediția din anul 2006 a avut opt secțiuni: Arte plastice, Arhitectură, Muzică, Teatru, Film, Fotografie, Vizual și Literatură și s-a desfășurat în perioada 5 - 11 mai, având tema Flux. 
Filmul Moartea domnului Lăzărescu, în regia lui Cristi Puiu, a fost rulat în amfiteatrul Spitalului județean Timișoara.
Sintetic - Globalizare. Socializare. Sterilizare, a fost tema StudentFestului din 2007, desfășurat între 17 și 23 aprilie  cu nouă secțiuni: Film, Fotografie, Publicitate, Muzică, Dans, Arte plastice, Teatru, Literatură și Arhitectură
Ediția din 2008, desfășurată între 12 - 18 mai, a avut tema Expiră…Inspiră și șapte secțiuni Publicitate, Foto-film, Arhitectură, Arte plastice, Literatură, Teatru și Muzică.
În anul 2009, după ce a fost la un pas să moară StudentFestul și-a sărbătorit majoratul, fiind la cea de-a optsprezecea ediție și a primit un cadou inedit de la copiii cu deficiențe de vedere de la Centrul Școlar Arad, sute de cocori din hârtie, care au fost atârnați în holul filarmonicii timișorene. Ediția sub numele StudentFest - Urma s-a desfășurat între 15 - 17 mai, iar la secțiunea Literatură a fost invitat Horia Roman Patapievici.
La ediția din 2010 au fost invitați la secțiunea Literatură Radu Paraschivescu, Robert Șerban, Daniel Vighi și Viorel Marineasa, iar la secțiunea Arte plastice, Dan Perjovschi. 
StudentFestul din 2011, având ca tematică Compromisul s-a desfășurat între 2 și 8 mai cu opt secțiuni: Arhitectură, Arte plastice, Literatură, Publicitate, Muzică, Teatru, Film și Fotografie, deși a avut un buget de doar 15.000 euro. La secțiunea Literatură au participat Robert Șerban, Adriana Babeți și Eugen Bunaru. 
În anul 2012 StudentFestul s-a desfășurat între 3 și 12 mai, având tematica Inert, iar la secțiunea Literatură au participat, din nou, Robert Șerban și Adriana Babeți.
Ediția din 2013 a fost un PARADOX. Ca în fiecare an, pe lângă numărul mare de participanți la workshopuri, persoane importante au călcat pragul festivalului.
Poetul român Răzvan Țupa a ținut în acest an workshopul „Creație Poetică" în cadrul secțiunii Literatură, unde și Daniel Vighi a susținut o conferință cu tema Paradoxul în cultura underground a anilor `80. 
Mădălina Ghițescu, actriță română de teatru și film, a fost unul dintre trainerii din acest an al secțiunii Teatru, iar trupele Ad Hoc și Bucovina au făcut atmosferă în timpul serilor de concerte.
Noua secțiune, Experimentarium, a atras repede simpatia publicului prin aducerea doctorului în arte vizuale Gabriel Kelemen. 
Dj Madd și Dj BTK au fost cei care au făcut show în cadrul petrecerilor de final aferente festivalului.
StudentFest 2014, are ca temă IMPACT ca centru de interes a celor 13 secțiuni - Arte plastice, Benzi desenate, Concerte, Dans, Design vestimentar, Experimentarium, Film, Fotografie, Literatură, Party / Muzică electronică, Publicitate, Street Art, Teatru. Festivalul s-a desfășurat în perioada 8-17 mai la Timișoara. Implant pentru Refuz au rămas aproape și în această ediție a festivalului, alături de Emil Kindlein, GOD, Mind[s]peak și alții. 
Ediția din 2015, desfășurată în perioada 7 - 16 mai, a generat un Conflict între generații, religii, conflicte interpersonale, interetnice sau internaționale. Festivalul a ajuns la 15 secțiuni: Arhitectură, Arte video, Arte stradale, Ceramică, Dans, Design Vestimentar, Experimentarium, Fotografie, Grafică, Literatură, Muzică, Pictură, Publicitate, Sculptură, Teatru. 
În anul 2016, aflându-se la ediție aniversară, StudentFest25 pune în evidență axa trecut-prezent-viitor din perspectiva cultural-artistică prin conturarea a două elemente definitorii pentru acesta: Arborele (simbol filosofic ce reprezintă o totalitate a cunoștințelor spirituale, culturale, materiale, istorice și științifice, abordat din perspectiva arborelui genealogic al festivalului) și Oamenii (actori principali, dar și receptori ai festivalului și ai desfășurării lui, formând baza manifestației și construind-o mai departe prin descoperirea și crearea artei).
StudentFest 2017: 11-20 mai este formula ediției cu numărul 26, în centrul căreia se situează VIZIUNEA.
Tema de anul acesta dorește să scoată în evidență modul în care se poate vedea dincolo de limitele impuse de societate, încurajând tinerii să ia parte la un manifest cultural, în care să creeze și să dea sens artei printr-o perspectivă proprie, punând în valoare unicitatea caracterului lor. Elementul cel mai reprezentativ pentru viziune este ochiul ce se dezintegrează reprezintă infinitul de elemente ca un întreg, iar punctele opuse ale hexagonului reprezintă viziunile opuse, dar totuși complementare asupra artei al cărui întreg este tocmai arta și cultura.
StudentFest 2018: ABSTRACTUL a fost tema celei de a 27-a ediții
StudentFest 2019: Cum definim ce mai e RELEVANT sau iRELEVANT în arta contemporană? În zilele noastre, arta a ajuns contestată din toate direcțiile. Artistul este intangibil, criticul nu mai poate fi criticat, iar arta a devenit o sursă inepuizabilă de inspirație, într-un mod conceptual, rebel ce se poate adapta la nivel creativ în orice domeniu, sub orice formă, rupând astfel orice barieră socială. Ediția din anul 2019 a reușit ca prin intermediul atelierelor și evenimentelor organizate, să demonstreze că arta rămâne o valoare de relevanță indiscutabilă, indiferent de vremuri.
Anul 2020 a adus după sine o serie de schimbări neașteptate în lumea artei. Pandemia a sistat aproape orice manifestare publică a artiștilor. Deși majoritatea festivalurilor din România au fost anulate, StudentFest s-a vrut a fi ,,Autentic” și s-a găsit formula perfectă. Hibrid (atât online, cât și offline), s-au desfășurat ateliere în toate domeniile pe cele opt secțiuni ale festivalului. Ediția cu numărul 29 a căutat autenticul în poezie, proză, caligrafie, teatru de improvizație, dicție, tatuaje, dans, podcast și fotografie.
Cea de-a 30 a ediție a reflectat HAOSul din mintea noastră, acesta fiind cea mai mare sursă de inspirație. Arta nu respectă tipare, ea este specială tocmai pentru că apare din neant, din amalgamul de idei al artistului și dă naștere unor noi curente și tranziții culturale. Artiștii se bucură să se scufunde în haos pentru a-l aduce într-o formă, tot așa cum Dumnezeu a creat forma din haos în Geneza. Proaspăt confruntați cu o pandemie care a schimbat direcțiile și obiectivele, anul 2021 a reprezentat HAOSUL care a dominat înaintea instaurării LINIȘTII în societate. HAOSUL este cel care ne face să luăm o pauză de la cotidian, să medităm la lucrurile cu adevărat importante pentru noi, să ne regăsim și să o luăm de la capăt.

## Legături externe
- Site oficial Arhivat în 30 iunie 2013, la Wayback Machine.
- Istoric StudentFest pe studentfest.ro Arhivat în 22 aprilie 2017, la Wayback Machine.
- StudentFest pe Facebook